# Riki Christodoulou
Riki James Christodoulou (ur. 15 lipca 1988 roku w Sutton Coldfield) – brytyjski kierowca wyścigowy greckiego pochodzenia
.

## Kariera
Christodoulou rozpoczął karierę w jednomiejscowych samochodach wyścigowych w 2006 roku w edycji zimowej Brytyjskiej Formuły Renault. Z dorobkiem 62 punktów uplasował się na piątej pozycji w klasyfikacji generalnej. W późniejszych latach Brytyjczyk pojawiał się także w stawce Brytyjskiej Formuły Renault, Francuskiej Formuły Renault, Północnoeuropejskiego Pucharu Formuły Renault 2.0, Masters of Formula 3, Brytyjskiej Formule 3 oraz British GT Championship.